# Храм Святого Харалампия (Сочи)
Храм святого Харалампия Магнезийского в посёлке Красная Поляна — храм Екатеринодарской епархии Русской православной церкви, расположенный на территории поселка городского типа Красная Поляна Адлерского района города Сочи Краснодарского края.

## История
Посёлок Красная Поляна был основан греками-переселенцами из Ставропольского края в 1878 году.
На рубеже XIX—XX веков была заложена деревянная Харалампиевская церковь, выстроенная в Красной Поляне греческой общиной. Этот храм был разрушен в 1937 году.
6 августа 1991 года по благословению архиепископа Краснодарского и Кубанского Исидора (Кириченко) на том же месте, где прежде стояла церковь, был заложен первый строительный камень. На народные сборы и пожертвования благотворителей началось создание нового храма во имя святого священномученика Харалампия. В 1992 году на прежнем месте начато строительство нового храма. Архитектором стал уроженец Красной Пoляны — Фёдор Иванович Афуксениди. Строился храм долго — 11 лет. У алтарной стены захоронения первого священника старого храма и одного из строителей нового храма.
20 апреля 2003 года в праздник Входа Господня в Иерусалим состоялось первое Богослужение во вновь построенном храме.
13 мая 2004 года митрополит Екатеринодарский и Кубанский Исидор освятил Престол в честь священномученика Харалампия. Иконостас закончили только в 2014 году.
6 марта 2014 года в преддверии открытия XI Паралимпийских игр состоялся молебен, на котором присутствовали члены паралимпийских сборных России и Белоруссии. За богослужением молились священнослужители-волонтеры паралимпийского периода, тренеры, спортсмены, гости соревнований.
Прихожане храма — жители посёлка Красная поляна, гости турбазы Министерства обороны, любители горных лыж. При храме действует воскресная школа для детей и взрослых.

## Архитектура
Однокупольное здание со звонницей интересно как образец упрощенной стилизации объёмных форм греческой церковной архитектуры. Внутренняя роспись тоже выдержана в греческом стиле.